# Марио Векић
Марио Векић (Осијек, 27. децембар 1982) хрватски веслачки репрезентативац, троструки освајач медаља на Европским првенствима и вишеструки национални првак.
Веслањем се почео бавити 1997. у веслачком клубу Иктус где је прошао скоро све категорије и све дисциплине веслања. На светском првенству у веслању за јуниоре 2000. у Загребу освојио је сребрну медаљу у дубл скулу у пару са Антом Куришином (ВК Трешњевка). Као сениор наступа за ВК Младост из Загреба.
Од 2003 учествује на светским првенствима, Светском купу, европским првенствима и два пута на Летњим олимпијским играма 2008. у Пекингу и 2012. у Лондону. Такмичио се у скифу, дубл скулу, четверац скулу и осмерцу.
Највише усеха је имао на европским првенствима где је 2009. и 2011. у скифу освојио трећа места, а 2010. друго место у дубл скулу са Хрвојем Јурином.

## Успеси на значајнијим такмичењима
Стање на крају 2012. године
Летње олимпијске игре 2
2008. Пекинг, двојац скул са Антом Куришином , Б финале
2012. Лондон, скиф , Ц финале 15. место
Светско првенство у веслању 8 трка
2002. Севиља, двојац скул , Анте Куришин, 16. место
2003. Милано, осмерац 9. место
2005. Гифу, двојац скул , Анте Куришин, 8. место
2006. Итон Дорни, двојац скул , Анте Куришин, 8. место
2007. Минхен, двојац скул , Анте Куришин, 7. место
2008. Познањ, скиф 15 место и четверац скул 12. место
2010. језеро Карапиро, скиф, 16. место
2011. Блед, скиф , 16. место
Светски куп у веслању 19 трка
најбољи пласман 2008, Минхен дубл скул, Анте Куришин, 4 место
2011. Хамбург, скиф, 5 место
Европско првенство у веслању 5 трка
2007. Познањ, двојац скул, Хрвоје Јурина, 2. место
2008. Атина, четверац скул, 6. место
2009. Брест, скиф, 3. место
2010. Montemor-o-Velho, двојац скул, Хрвоје Јурина, 9. место
2011. Пловдив, скиф, 3. место